# 曹景宗
曹景宗（457年—508年），字子震，新野（今河南新野）人，南朝梁将领。刘宋征虏将军、徐州刺史曹欣之之子。

## 生平
曹景宗幼时喜欢骑马射箭，好读史书，崇尚司马穰苴和乐毅。宋后废帝元徽中，任冠军中兵参军、领天水太守。齐初，任征虏中兵参军、屯骑校尉等职。齐明帝建武四年（497年），跟随陈显达攻北魏，击败北魏中山王元英军。齐末又依附萧衍，被推荐为竟陵郡太守，帮助萧衍夺取帝位。
天监元年（502年）进号平西将军，封竟陵侯。五年（506年），奉令统率各军 ，与豫州刺史韦叡驰救徐州刺史昌义之，在钟离（今安徽凤阳东北）大败北魏将领元英、杨大眼。凯旋回朝时，梁武帝设宴光华殿，命尚书左仆射沈约负责为君臣分韵赋诗。曹景宗武夫出身，未能分得韵字，深感不平。经再三请求，最后分给他“竞”、“病”二韵以赋诗，他稍等片刻就赋诗一首：“去时女儿悲，归来笳鼓竞。借问行路人，何如霍去病。”举座叹服。进爵为竟陵公，拜侍中、领军将军、给鼓吹一部。
天监七年（508年），迁侍中、中卫将军、江州刺史，赴任卒于道，时年五十二岁。追赠征北将军、雍州刺史、开府仪同三司，谥号壮。

## 兒子
子曹皎嗣爵。

## 延伸阅读
[在维基数据编辑]
 在维基文库阅读此作者作品
 《梁書·卷09》，出自姚思廉《梁書》
 《南史·卷55》，出自李延壽《南史》